# Wikinomía
La wikinomía (conjunción de las voces wiki, del hawaiano 'rápido', y economía) es un concepto utilizado para referirse al arte y a la ciencia de la colaboración masiva. 
Fue introducido por Don Tapscott y Anthony D. Williams en el libro Wikinomics: la nueva economía de las multitudes inteligentes (título original: Wikinomics: How Mass Collaboration Changes Everything), publicado en diciembre de 2006, y luego traducido al español y publicado en 2007. En esta obra los autores describen cómo la evolución de Internet hacia la web 2.0, el alcance de la mayoría de edad de la «generación net» y el surgimiento de la economía de la colaboración, provocaron una revolución en el mundo empresarial y el sistema económico. Afirman que las fuerzas de la tecnología, la demografía y la economía global convergieron en el surgimiento de nuevos modos de producción y en un paradigma económico basado en la colaboración masiva y el uso intensivo de las tecnologías de código abierto como la wiki y de hardware abierto. 
Para Tapscott y Williams, el uso de las herramientas de la colaboración permite a los consumidores participar en la creación de productos de una manera activa y permanente. Los clientes se organizan para participar en la creación de productos que utilizan ellos mismos, formando comunidades de prosumidores que comparten e intercambian información y desarrollan nuevas herramientas, métodos y versiones de los productos. Algunos ejemplos de este tipo de trabajo son el Proyecto Genoma, Flickr, Myspace, YouTube, Second Life y Wikipedia. Los conceptos de trabajo y producción colaborativa a través de las últimas tecnologías de la información y la comunicación como Internet fueron desarrollados por primera vez en 1996 por Don Tapscott, en su libro Economía digital.

## Los cuatro principios de la wikinomía
De acuerdo a Tapscott y Williams, la wikinomía se fundamenta en cuatro ideas innovadoras:
- Apertura
- Interacción entre iguales
- Compartir
- Actuación global

### Apertura
El rápido avance científico y tecnológico y el aumento de la complejidad global hacen que las empresas que confían exclusivamente en sus recursos y capacidades internas tengan limitadas posibilidades de innovación. Las empresas que mejores resultados obtienen son aquellas que están abiertas y dispuestas a interconectarse en red, compartir y fomentar la autoorganización. 
El uso de estándares abiertos y software libre es una aplicación del principio de apertura. Los clientes demandan sistemas abiertos y rechazan las aplicaciones cerradas que no son válidas para el hardware de otras marcas. Algunos ejemplos son Apache en servidores web, Linux en sistemas operativos, MySQL en bases de datos, Firefox en navegadores y la propia Word Wide Web. 
La información corporativa está dejando de ser secreta para socios, trabajadores, clientes y otros grupos de interés. Las empresas inteligentes revelan información pertinente para estos grupos y lo hacen porque obtienen importantes beneficios. La transparencia reduce los costos de transacción de las empresas, acelera las redes de negocios y promueve la confianza y lealtad de los trabajadores y los clientes. Un ejemplo es la empresa Progressive Insurance que comparte sus precios y los de sus competidores con sus clientes.
La educación es otro campo de apertura. Las universidades con más trayectoria y reconocimiento del mundo están impulsando la producción y el acceso gratuito a contenidos y recursos educativos abiertos (REA) para educadores, estudiantes y toda persona autodidacta de cualquier parte del mundo. Un ejemplo son los MOOCs (sigla en inglés de Massive Online Open Courses) que ofrece desde 2001 el Massachusetts Institute of Technology (MIT) a través de su OpenCourseWare. 

### Interacción entre iguales
La interacción o producción entre iguales es una nueva forma de organización horizontal que está surgiendo y compitiendo con la organización jerárquica de la empresa tradicional. Las personas, con ayuda de las herramientas tecnológicas de la colaboración, se autoorganizan para diseñar y producir bienes y servicios. 
Los incentivos para participar en las comunidades de producción entre iguales son variados: desde la diversión y el altruismo hasta la obtención de beneficios directos. 
Los sectores donde la interacción entre iguales tuvo hasta el momento mayor inserción son los de software, comunicación, entretenimiento y cultura. Algunos ejemplos son Linux y Wikipedia. 

### Compartir
El control de los recursos y las innovaciones mediante derechos de propiedad intelectual es uno de los pilares básicos del sistema económico tradicional. Pero este sistema está en crisis. Un ejemplo es el complejo problema que enfrentan las industrias de contenidos digitales como la música y el cine. Actualmente es posible compartir creaciones digitales, así como también reproducirlas y remixarlas, a costos marginales nulos. La respuesta de muchas empresas a este fenómeno fue restringir más el acceso a la propiedad y la distribución de material digital. La consecuencia es un fuerte rechazo por parte de los consumidores. 
Las empresas inteligentes comprenden que la propiedad intelectual no libre paraliza las oportunidades de innovación y creación de valor que pueden impulsar los clientes y el trabajo colaborativo con otras empresas. Cada vez son más las empresas que combinan valores de propiedad intelectual protegidos y compartidos. Se comparte la propiedad intelectual básica, como infraestructura y capital humano, y se reservan los derechos de patente sobre los nuevos productos finales. Esto permite acelerar la innovación y el crecimiento. Se encuentran ejemplos en las industrias de la electrónica y la biotecnología. 

### Actuación global
La globalización produce consecuencias profundas para la innovación y la creación de riqueza. La desaparición de la Unión Soviética y la incorporación al mercado global de potencias como China e India contribuyeron a una mayor interdependencia y aceleraron el crecimiento económico mundial. 
En una economía cada vez más global, mantener la competitividad requiere moverse a escala mundial y aprovechar los recursos trascendiendo las fronteras de las organizaciones y los países. 
En este contexto, las plataformas globales de colaboración permiten que las empresas y los individuos actúen globalmente. Esto significa disponer de procesos unificados sin fronteras, conducidos por plantillas de trabajadores y socios externos en red. 

## Mentes Colaborativas
La utilización de las nuevas tecnologías vuelve a las empresas que saben utilizarlas adecuadamente en empresas de excelencia. Es por eso que en este nuevo mundo de la wikinomia cualquiera puede ser un líder  con mente colaborativa.
Cambiar de chip: Transformar la forma de hacer ciencia, crear cultura, informarnos y educarnos, incluso para gobernar nuestras naciones. este concepto tiene que ver con el hecho de romper paradigmas preestablecidos.

### Un Choque Entre Dos Mundos
"¿Por qué no poner en práctica estas ideas?".
Jim Griffin (One House LCC.) responde a este cuestionamiento definiendo la “Economía de Tarzán” que consiste en no soltar la liana que les mantiene hasta tener firmemente otra en que apoyarse fomentado por el miedo de las empresas a perder el monopolio económico que han creado al perder el control y dárselo a los demás. consideran que la internet no es para ellos una colaboración entre iguales si no una autopista de la información por lo tanto el pensamiento innovador representa un peligro ya que puede atacar las opciones de baja calidad, generando un pensamiento crítico.
Quienes editan y publican contenidos en diversos formatos se están alienando con la industria de las telecomunicaciones para declarar la guerra a la internet abierta.
La guerra contra la internet abierta: Skype vs telefonía de cables; se plantea la idea de “Privatización de Internet”
Crisis de liderazgo: Empieza el ataque con leyes y regulaciones, se debe de buscar la idea de negocio novedoso en vez de atacar. Los cambios de paradigmas ocasionan normalmente las crisis de liderazgo.
Para pensar diferente: Romper paradigmas y crear empresas inteligentes
Ser abiertos: estar abiertos al cambio, el ejemplo claro es P&G (Procter & Gamble)
Interacción entre iguales: Tener en cuenta que las tecnologías han cambiado y han brindado la interacción entre los individuos donde surge la idea de la colaboración
Compartir: Reducir costes, buscar el bien común y compartir la información.
El internet o la red tienen tres reglas de oro: 
-No tiene un propietario 
-Es usada por todo el mundo
-Cualquiera puede añadirle servicios 
Esto es lo que la distingue de cualquier otro medio de comunicación.
Podemos mencionar que la estabilidad no existe, la idea de que se pueda inventar un negocio que nunca sea alterado por la tecnología es historia.
Principios Básicos De Diseño de la Wikinomia:
-Pistas de los usuarios punteros: fenómeno visto en trending topics, qué es lo que le interesa a la comunidad.
-Construir una masa crítica: extraer beneficios a largo plazo para la producción entre iguales
-Suministrar una infraestructura para la colaboración: Conciencia de propiedad intelectual sin ser comercial
-Tomarse el tiempo para dar con las estructuras y gobernanza adecuadas, a través de la mente colaborativa
-Asegurarse que todos los participantes puedan recabar su parte de valor
-Someterse a las normas de la comunidad
-Dejar que el proceso evolucione.

## Los modelos de colaboración masiva
En su libro Tapscott y Williams analizan siete nuevos modelos de colaboración masiva que desafían a los diseños tradicionales de negocios: 
- Los pioneros de la producción entre iguales: masas formadas por miles de voluntarios dispersos crean rápidamente proyectos fluidos, innovadores y superadores de los desarrollados por grandes empresas tradicionales.
- Las ideágoras: mercados emergentes de ideas, proyectos e innovaciones que permiten a las empresas aprovechar el talento global y resolver problemas de investigación y desarrollo que no podrían resolver con sus propios recursos.
- Los prosumidores: nuevas generaciones de consumidores que se consideran con derecho a introducir modificaciones en los bienes y servicios que consumen. Los clientes son también productores.
- Los neoalejandrinos: la nueva ciencia del compartir acelera el bienestar y el progreso de la cultura humana, al mismo tiempo que facilita la generación de riqueza por parte de las empresas.
- Las plataformas para la participación: escenarios abiertos donde comunidades masivas de socios pueden crear valor y nuevos negocios.
- La planta de producción global: industrias manufactureras que generan ecosistemas planetarios para el diseño y producción de bienes tangibles. Supone una nueva fase en la era de la colaboración masiva.
- El lugar de trabajo wiki: la colaboración masiva da lugar a la creación de una nueva meritocracia corporativa que arrasa con las relaciones jerárquicas tradicionales y conecta equipos internos con redes externas.